# Podiarugui
Podiarugui - Подъяруги (rus) - és un poble de l'óblast de Bélgorod, a Rússia. El 2010 tenia 83 habitants. Pertany al districte (raion) de Prókhorovka.